# 弗拉格勒 (科罗拉多州)
弗拉格勒（英語：Flagler），是美国科罗拉多州基特卡森縣下属的一座城市。建市于1916年11月2日，面积大约为1.277平方英里（3.307平方公里）。根据2010年美国人口普查，该市有人口561人。2011年估计该市有人口568人，相比2010年人口增长率为1.25%。同时，论人口该市是科罗拉多州第187大城市。